# Leptispa distincta
Leptispa distincta là một loài bọ cánh cứng trong họ Chrysomelidae. Loài này được Gestro, 19 miêu tả khoa học năm 1908.